# ダラツムマブ・ボルヒアルロニダーゼ アルファ
ダラツムマブ・ボルヒアルロニダーゼ アルファ（Daratumumab/vorhyaluronidase alfa）は、新規に診断された、または再発・難治性の多発性骨髄腫の成人患者等を対象とした固定用量の併用療法薬である。皮下注射で投与される。
ダラツムマブ・ヒアルロニダーゼの投与で最も多く見られた副作用は上気道感染症であった。ダラツムマブ・ヒアルロニダーゼをボルテゾミブ、シクロホスファミド、デキサメタゾンと併用した全身性免疫グロブリン軽鎖（AL）アミロイドーシ（ALアミロイドーシス）患者に最も多く見られた有害反応（20％以上）は、上気道感染、下痢、末梢性浮腫、便秘、末梢性感覚ニューロパシー、疲労、悪心、不眠、呼吸困難、咳であった。

## 効能・効果

### 日本
- 多発性骨髄腫
- 全身性ALアミロイドーシス

### 米国
- 自家幹細胞移植の適応外である新規診断の成人の多発性骨髄腫患者に対する、ボルテゾミブ、メルファラン、プレドニゾンとの併用（D-VMP）[1][3]
- 自家幹細胞移植に不適格な新規診断の成人、および少なくとも1回の前治療を受けたことのある再発または難治性の患者における、レナリドミドおよびデキサメタゾン（D-Rd）との併用療法[1][3]
- 少なくとも1回の前治療歴のある成人を対象としたボルテゾミブおよびデキサメタゾンとの併用療法（D-Vd）[1][3]
- 単剤療法として、プロテアソーム阻害剤（PI）と免疫調整剤を含む少なくとも3種類の治療を受けたことのある成人、またはPIと免疫調整剤に共に抵抗性を示す成人[1][3]
- 新規診断のALアミロイドーシスに対するダラツムマブ・ヒアルロニダーゼとボルテゾミブ、シクロホスファミド、デキサメタゾンとの併用療法[4]

## 副作用
重大な副作用として記載されているものは、
- 急性輸注反応（25.8%）

アナフィラキシー、鼻閉、咳嗽、悪寒、気管支痙攣、低酸素症、呼吸困難等
- 骨髄抑制

好中球減少（12.3%）、血小板減少（12.3%）、リンパ球減少（9.7%）、発熱性好中球減少症（0.9%）等
- 感染症

肺炎（4.8%）、敗血症（0.7%）等
- 腫瘍崩壊症候群
- 間質性肺疾患（0.3%）

である。

## 臨床試験
米国では2020年5月に多発性骨髄腫への使用が承認された。2021年1月にはALアミロイドーシスについてボルテゾミブ、シクロホスファミド、デキサメタゾンとの併用療法を加速承認された。
日本では2021年3月に「多発性骨髄腫」について承認された。2021年8月には「全身性ALアミロイドーシス」について承認された。
ダラツムマブ・ヒアルロニダーゼ（単剤）の有効性は、263名をダラツムマブ・ヒアルロニダーゼに、259名をダラツムマブ静注（ダラツムマブIV）に無作為に割り付けた非盲検の非劣性試験であるCOLUMBA試験（NCT03277105）で評価された。本試験の共同主要評価項目は、全奏功率（ORR）と薬物動態（PK）評価項目である第3サイクル1日目の投与前における最大トラフ濃度（Ctrough）であった。これら2つの評価項目において、ダラツムマブ・ヒアルロニダーゼは、ダラツムマブIVと比較して非劣性を示した。
ダラツムマブ・ヒアルロニダーゼとボルテゾミブ、メルファラン、プレドニゾンの併用療法（D-VMP）の有効性は、複数コホートの非盲検試験であるPLEIADES試験（NCT03412565）の単群コホートで評価された。対象となるのは、新たに多発性骨髄腫と診断され、移植を受けられない患者である。
単群コホートにおいて、ダラツムマブ・ヒアルロニダーゼのRd併用療法（D-Rd）の有効性が評価された。対象者は少なくとも1種類の前治療を受けていた。
ANDROMEDA試験（NCT03201965）では、新たに診断された測定可能な病変と少なくとも1つの罹患臓器を有するALアミロイドーシス患者388名を対象に、非盲検、無作為化、活性化制御試験を実施し、ダラツムマブ・ヒアルロニダーゼとボルテゾミブ、シクロホスファミド、デキサメタゾンの併用療法の有効性が評価された。参加者は、ボルテゾミブ、シクロホスファミド、デキサメタゾンを投与する群（VCd群）と、ダラツムマブ・ヒアルロニダーゼ併用群（D-VCd群）に無作為に割り付けられた。
日本での承認申請では、多発性骨髄腫については国内第I相臨床試験と上記のCOLUMBA試験の結果に基づいて実施された:1。また、全身性ALアミロイドーシスについては国際共同第III相試験を実施し、シクロホスファミド、ボルテゾミブ、デキサメタゾンの併用療法へのダラツムマブ・ヒアルロニダーゼの上乗せ効果を検証した結果に基づいて承認申請された:2。

## 参考資料
1. 1 2 3 4 5 6 7 8 9  “Darzalex Faspro (daratumumab and hyaluronidase-fihj- human recombinant injection”. DailyMed. 2021年1月15日閲覧。
2. 1 2  “ダラキューロ配合皮下注 添付文書”. www.info.pmda.go.jp. 2021年10月6日閲覧。
3. 1 2 3 4 5 6 7 8 9 10 11 12  "FDA approves daratumumab and hyaluronidase-fihj for multiple myeloma". U.S. Food and Drug Administration (FDA) (Press release). 1 May 2020. 2020年5月1日閲覧。  この記述には、アメリカ合衆国内でパブリックドメインとなっている記述を含む。
4. 1 2 3 4 5  “FDA grants accelerated approval to Darzalex Faspro for newly diagnosed light chain amyloidosis”. U.S. Food and Drug Administration (FDA) (2021年1月15日). 2021年1月15日閲覧。  この記述には、アメリカ合衆国内でパブリックドメインとなっている記述を含む。
5. ↑  "Genmab Announces U.S. FDA Approval of Subcutaneous Formulation of Daratumumab, Darzalex Faspro (daratumumab and hyaluronidase-fihj), for the Treatment of Patients with Multiple Myeloma" (Press release). Genmab. 1 May 2020. GlobeNewswireより2020年5月1日閲覧。
6. ↑  “Darzalex Faspro: FDA-Approved Drugs”. U.S. Food and Drug Administration (FDA). 2020年5月2日閲覧。
7. ↑  “ダラツムマブ皮下投与製剤『ダラキューロ®配合皮下注』の製造販売承認を取得”. Janssen Pharmaceutical K.K.. 2021年10月6日閲覧。
8. ↑  “ダラツムマブ皮下投与製剤である「ダラキューロ®配合皮下注」 「全身性ALアミロイドーシス」における製造販売承認を取得”. Janssen Pharmaceutical K.K.. 2021年10月6日閲覧。
9. ↑  “医薬品の臨床薬物動態試験について”.   PMDA. 2021年10月6日閲覧。
10. 1 2  “ダラキューロ配合皮下注 インタビューフォーム”. www.info.pmda.go.jp. 2021年10月6日閲覧。